# David Octavius Hill

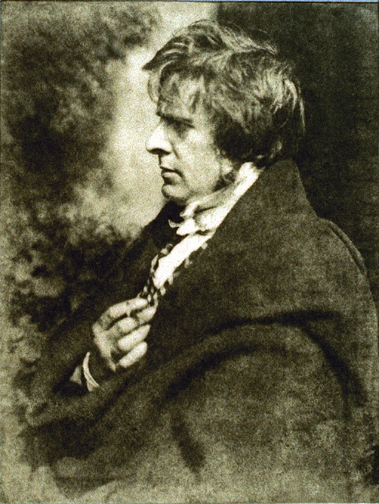
David Octavius Hill

David Octavius Hill (Perth, 1802 - Edinburgh, 17 mei 1870) was een Schotse kunstschilder, illustrator en fotograaf. Hij behoort tot de belangrijkste pioniers van de fotografie.

## Leven en werk
Hill was de zoon van een boekhandelaar. Hij studeerde aan de School of Design te Edinburgh, wijdde zich aan de schilderkunst (vooral landschappen) en was in 1925 een der oprichters van de Royal Scottish Academy. In 1840 had hij succes met het boek The Land of Burns, over het leven van de dichter Robert Burns, dat hij met 60 gravures illustreerde.

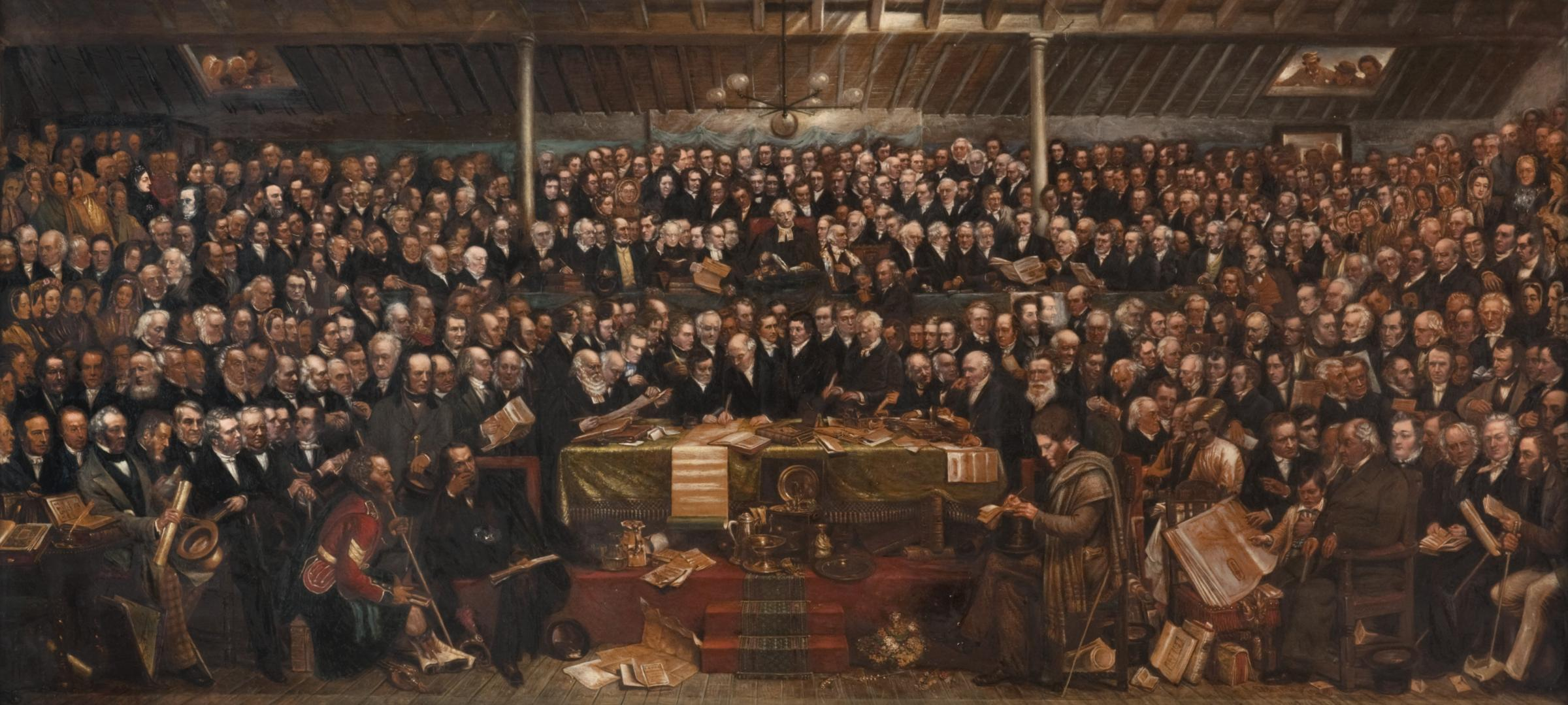
Disruption of the Free Kirk

In 1843 kreeg Hill opdracht een groots schilderij te maken van een assemblee van 470 afgevaardigden van de Vrije Kerk ('Free Kirk') van Schotland (die zich net van de officiële Schotse kerk had afgescheiden). Hij nam daarbij een toevlucht tot de nieuwe uitvinding van de fotografie, geholpen door scheikundige Robert Adamson. Vanaf dat moment richtte hij zich vijf jaar lang vrijwel geheel op de fotografie. Samen met Adamson opende hij een fotostudio te Edinburgh en maakte tussen 1843 en 1847 bijna 3000 calotypieën, veel portretten voor zijn 'Free Kirk'-schilderij, maar ook kinderfoto's, arbeiderstaferelen, straatscènes, stads- en havengezichten, landschappen, enzovoort. Hill was daarbij de man van de creativiteit, de motieven en de compositie, Adamson meer de technicus.
Na de vroege dood van Adamson in 1848 keerde Hill weer terug naar de schilderkunst en gebruikte de fotografie vrijwel alleen nog ter ondersteuning van zijn schilderswerk. Zijn schilderij van de assemblee van de 'Free Kirk of Schotland' voltooide hij uiteindelijk pas in 1866. Het hangt nu in de Presbytery Hall van de Freek Kirk in Edinburgh.
Hill werd ziek in 1869 en overleed in 1870, op 68-jarige leeftijd, te Edinburgh.
De kunstzinnige kwaliteiten van Hills werk werden in het begin van de twintigste eeuw herontdekt door Alfred Stieglitz, die diverse van zijn foto’s publiceerde in zijn beroemde fototijdschrift Camera Work. Sinds 1955 reikt de Deutsche Fotografische Akademie de David-Octavius-Hill-Medaille uit, onder andere toegekend aan Paul Strand (1967) en Alex Webb (2002).

## Foto's 1843-1847 (met Adamson)

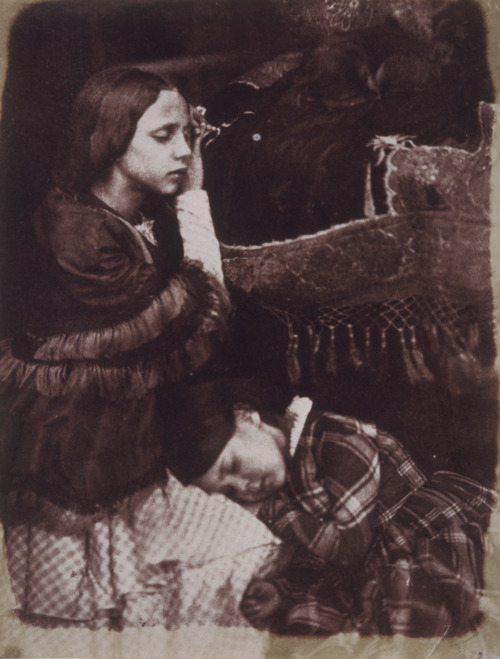
Sophia Finlay and Harriet
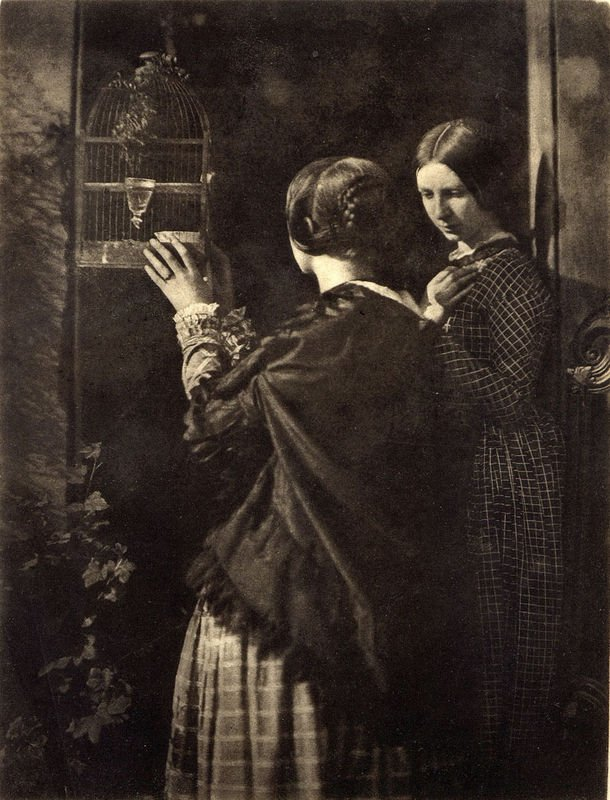
Bird Cage
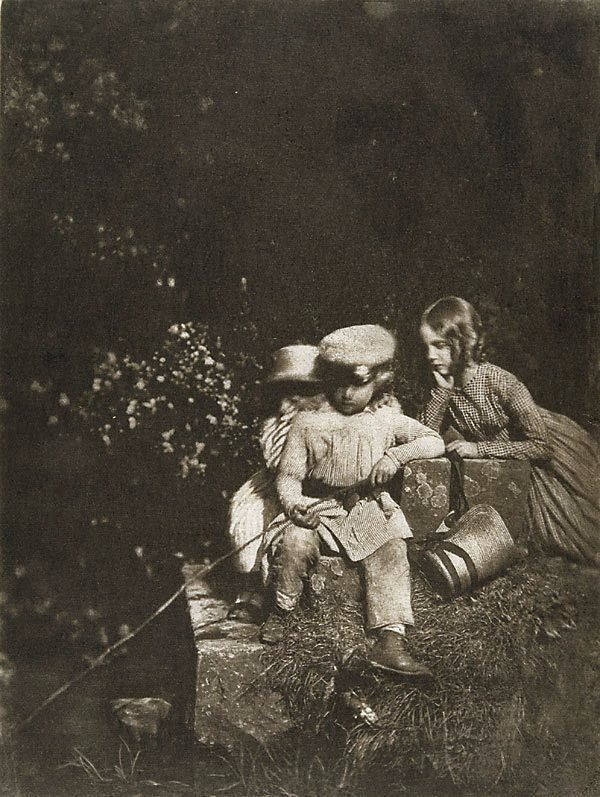
The Minnow Pool
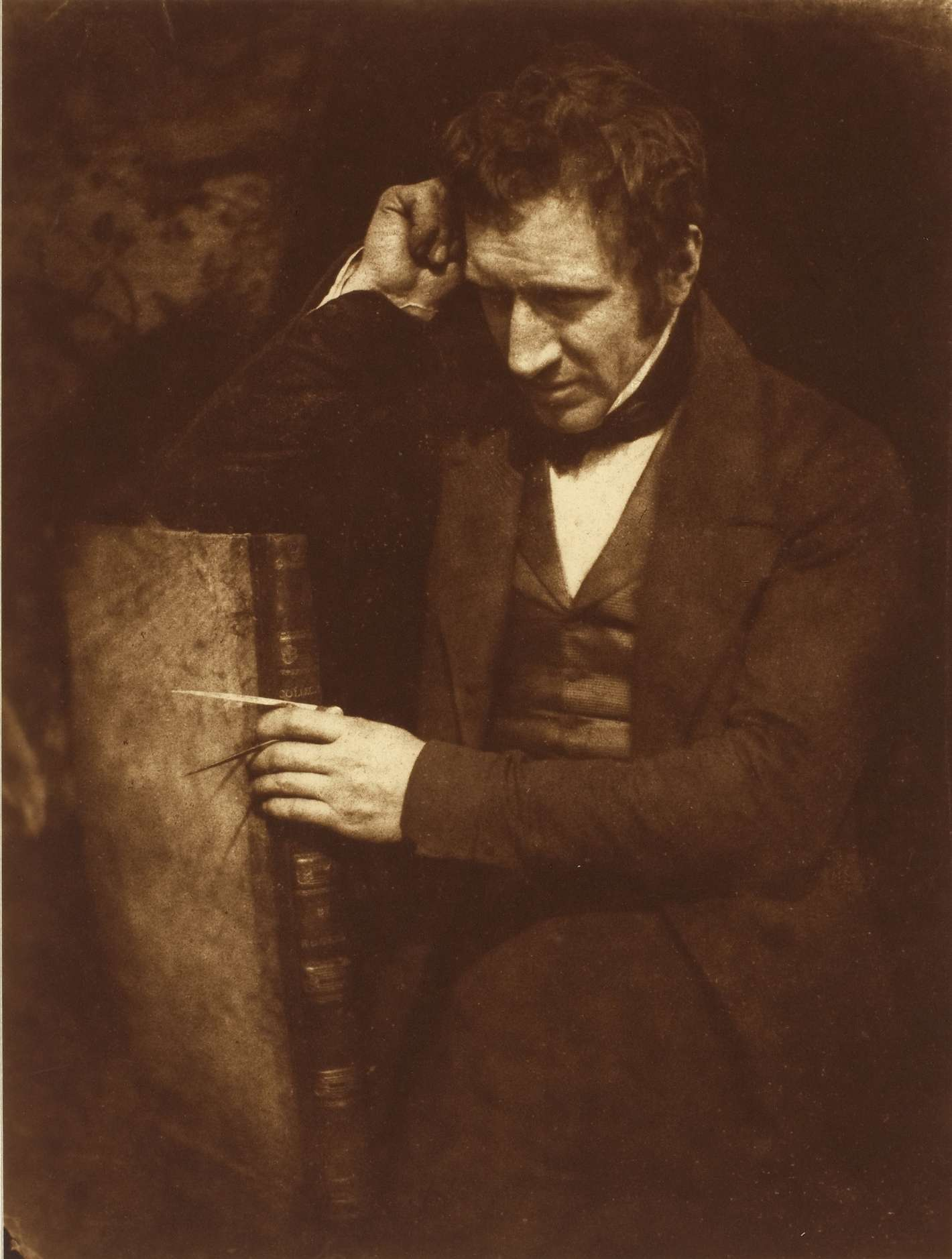
James Nasmyth, uitvinder van de stoomhamer
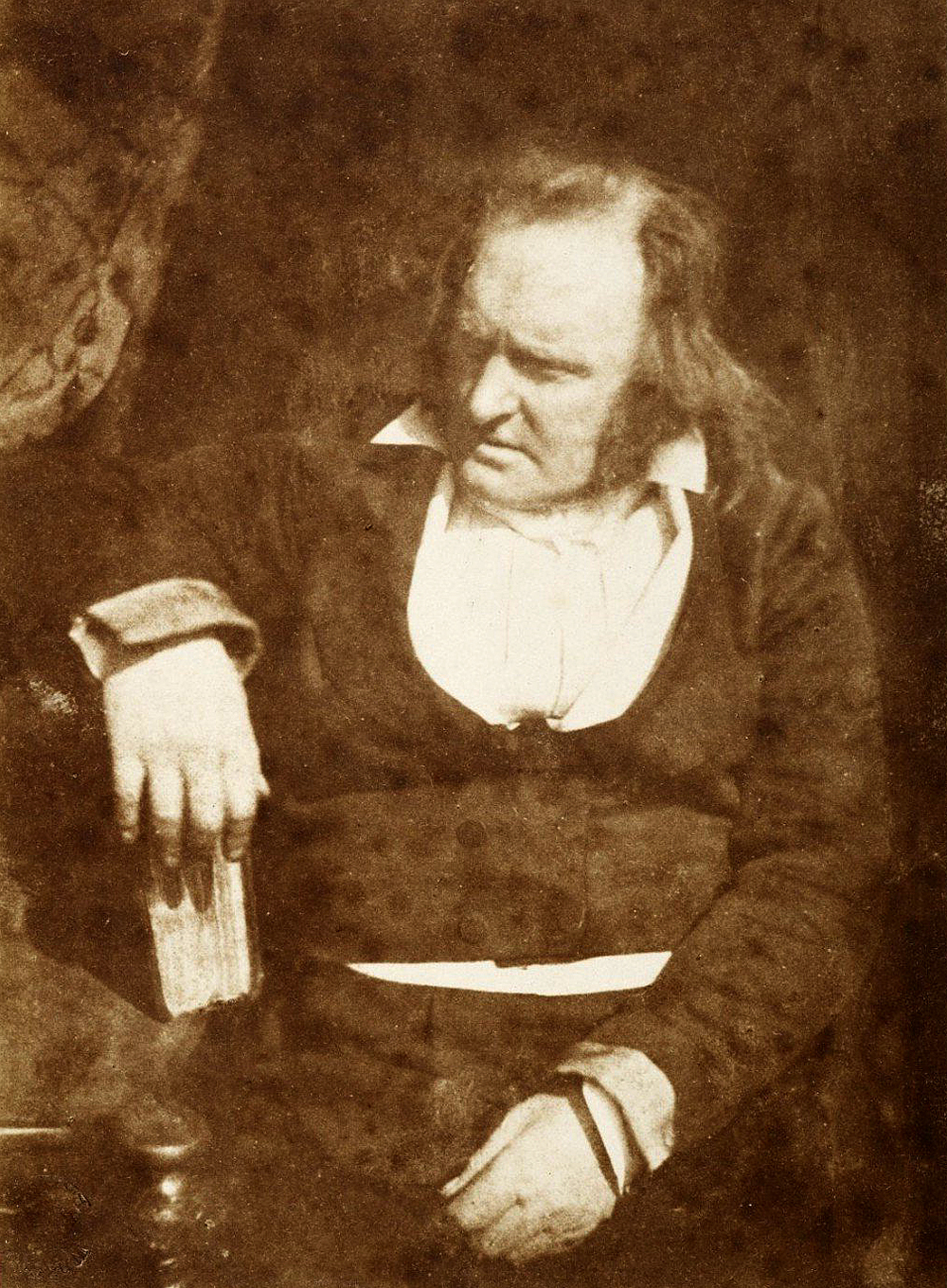
Christopher North (Professor Wilson), gepubliceerd in Camera Work 1905
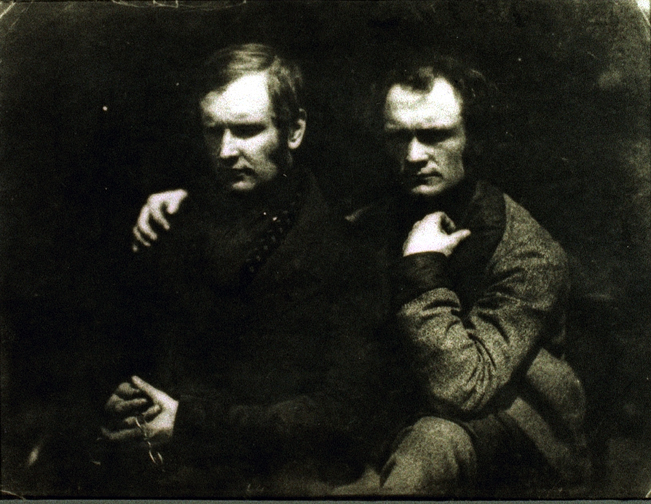
David & Thomas Duncan
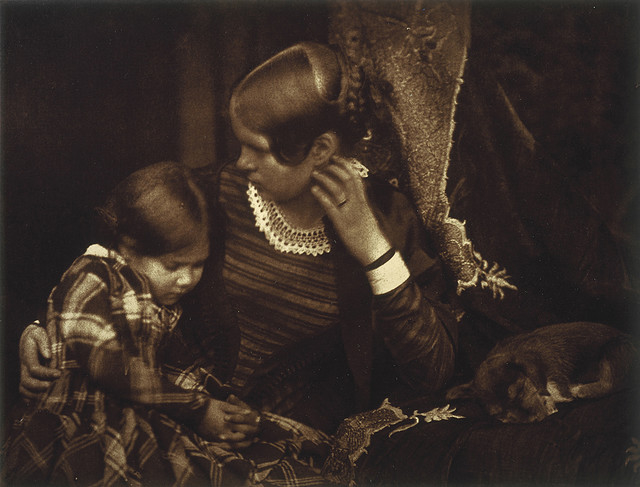
Harriet Farnie and Miss Farnie with a Sleeping Puppy
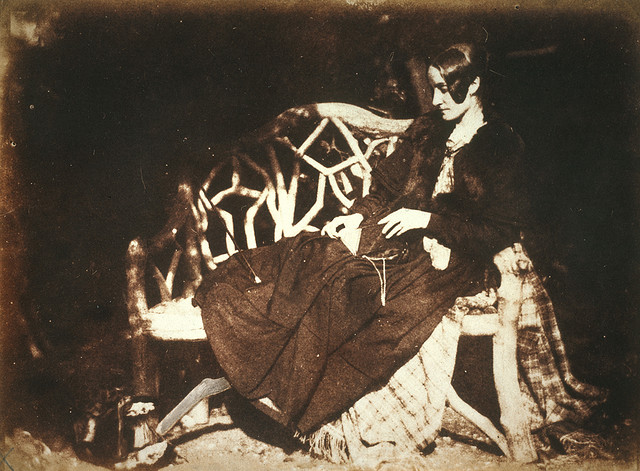
Anne Chalmers Hanna
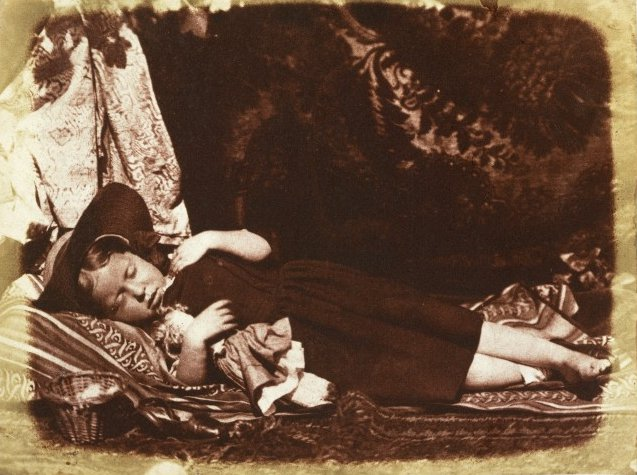
The Bedfellows
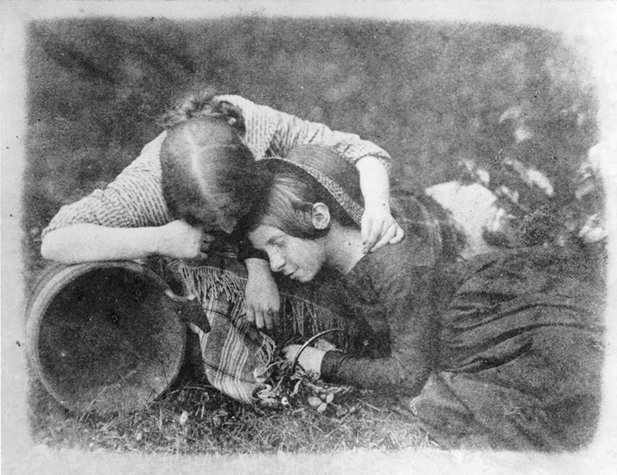
The Gowan: Margaret and Mary McCandlish